# Домаћи задаци из марљивости
Домаћи задаци из марљивости (чеш. Domácí úkoly z pilnosti) је роман чешког књижевника Бохумила Храбала (чеш. Bohumil Hrabal) објављена 1982. године у издању "Československý spisovatelа". Српско издање књиге објавиле су "Дечје Новине" из Горњег Милановца 1988. године, у преводу Милана Чолића.

## О аутору
Бохумил Храбал (28. март 1914, Брно, Чешка — 3. фебруар 1997, Праг), је један од најпознатијих чешких аутора. Дипломирао је право на Карловом универзитету али се никада није бавио правом. Радио је као продавац, у позоришту као радник на кулисама и статиста, као агент осигурања, трговачки путник, на пословима у фабрици и као канцеларијиски радник. Од 1963. године почиње да живи од писања, али је 1968. године осудио совјетску окупацију Чекословачке и то му доноси забрану објављивања до 1975. године. Најсрећније године Храбаловог стваралашта је у периоду од 1963. до 1969. године.

## О књизи
Домаћи задаци из марљивости је колаж Храбалових есеја, белешки, разговора, интервјуа, текстова о уметницима, чланака, малих лирских и филозофских минијатура, које у свом сажетку показују ширину Храбалових интересовања, а које далеко превазилазе поље књижевности.